# Chi Lan lọng
Bulbophyllum hay chi Lan lọng, chi Lan củ là một chi lớn của họ Orchidaceae. Với hơn 1800 loài, đây cũng là một trong các chi lớn nhất của toàn bộ giới thực vật, chỉ xếp sau Senecio và Euphorbia. Chi này được viết tắt trong các tạp chí thương mại với tên tiếng Anh Bulb.

## Mô tả
Chi này được mô tả lần đầu bởi Louis-Marie Aubert du Petit-Thouars (viết tắt Thouars) trong cuốn sách của ông "Histoire particulière des plantes orchidées recueillies sur les trois Iles Australes d'Afrique, de France, de Bourbon et de Madagascar", mô tả 17 loài Bulbophyllum. Hiện nay có hơn 2800 ghi chép (tên và đồng âm được chấp nhận) cho chi này. Có 120 phân chi đã được liệt kê. Một số trong số này đáng được nâng thành chi. Nhiều loài có đến 10 tên đồng âm. Tên khoa học lấy từ tiếng Latinh bulbus (giống bóng đèn) và từ Hy Lạp phyllon (lá), đề cập đến pseudobulb trên đỉnh mà lá mọc lên.
Trung tâm đa dạng của chi này là rừng núi Papua New Guinea (hơn 600 loài) dường như là quê hương của tiến hóa, dù chi này có mặt ở khắp xứ nhiệt đới và rộng khắp ở Úc, Đông Nam với hơn 200 loài ở Borneo, Ấn Độ, Madagascar (với 135 loài, một số loài bản địa), châu Phi và các vùng nhiệt đới ở Trung Mỹ và Nam Mỹ.

## Tình trạng bảo tồn
Một số loài Bulbophyllum thuộc nhóm loài bị đe dọa và được công nhận bởi IUCN:
- Bulbophyllum bifarium, dễ tổn thương
- Bulbophyllum filiforme, Cực kỳ nguy cấp
- Bulbophyllum gravidum, dễ bị tổn thương
- Bulbophyllum jaapii, dễ bị tổn thương
- Bulbophyllum kupense, Cực kỳ nguy cấp
- Bulbophyllum modicum, nguy cơ
- Bulbophyllum nigericum, dễ bị tổn thương
- Bulbophyllum pandanetorum, nguy cơ
- Bulbophyllum rubrolabellum, nguy cơ
- Bulbophyllum tokioi, nguy cơ

Ngoài ra, Bulbophyllum porphyrostachys là loài nằm trong sách đỏ IUCN với tình trạng gần bị đe dọa.

## Hình ảnh

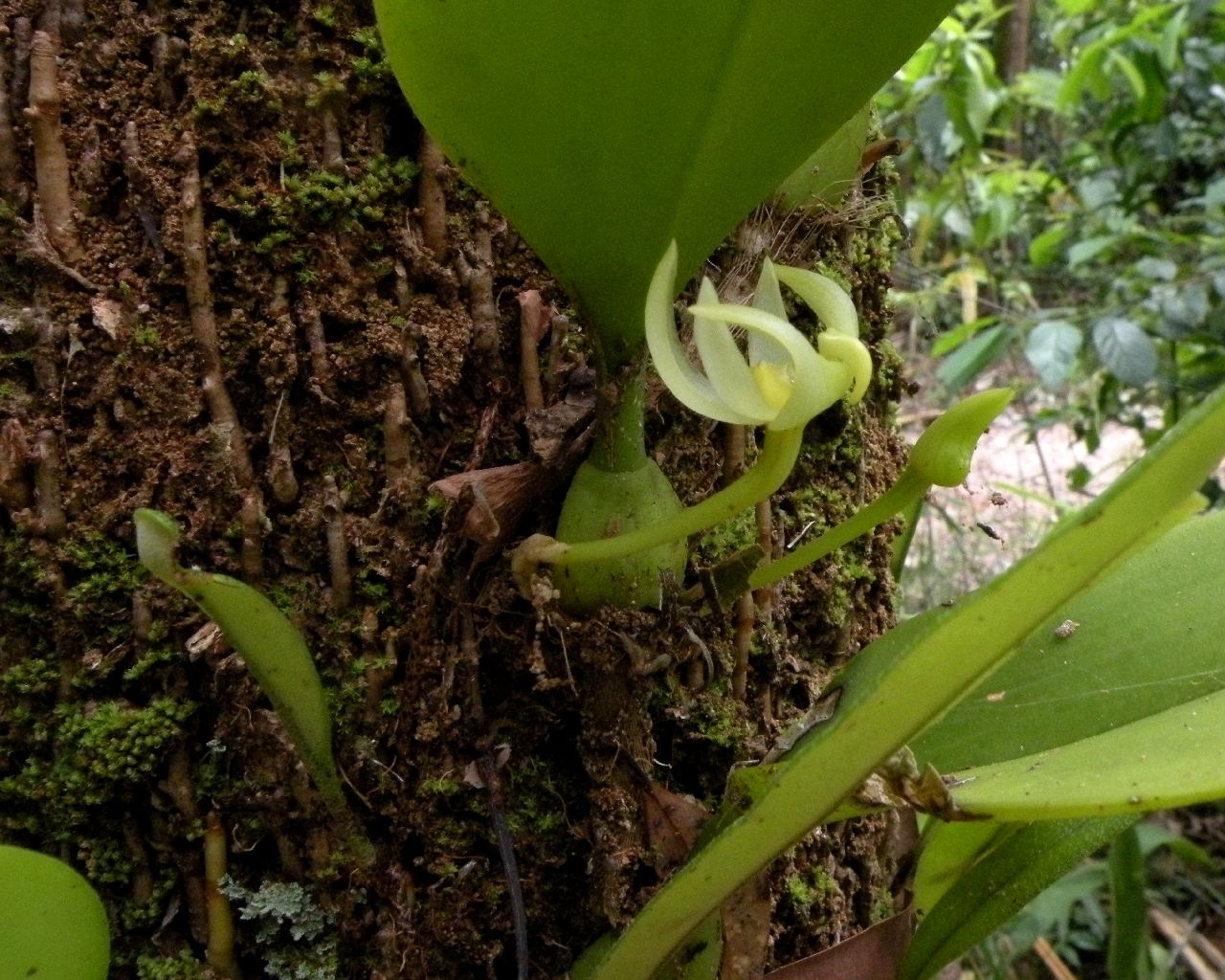
Bulbophyllum baileyi var. alba
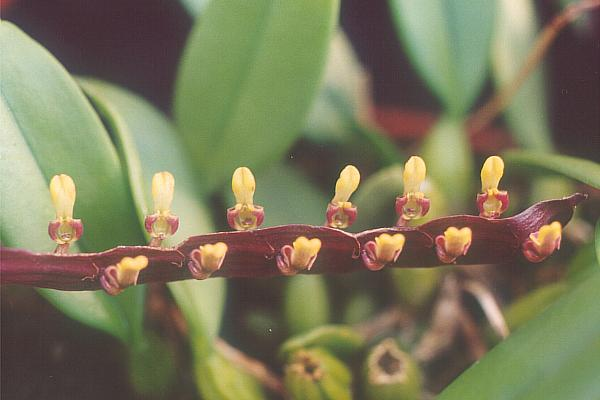
Bulbophyllum falcatum
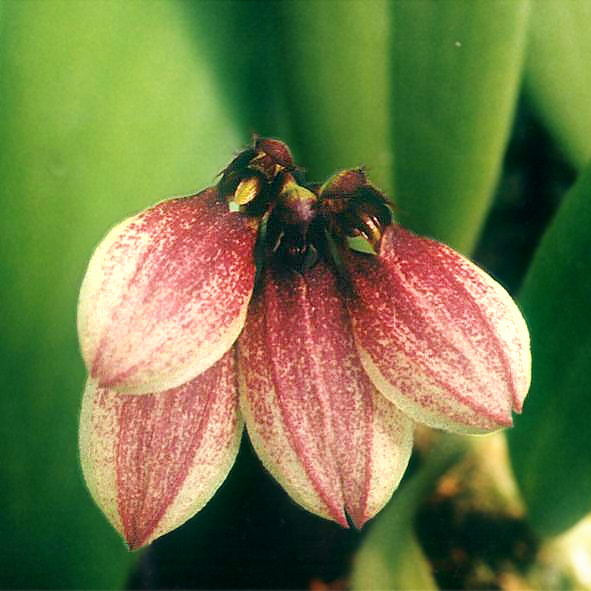
Bulbophyllum lepidum
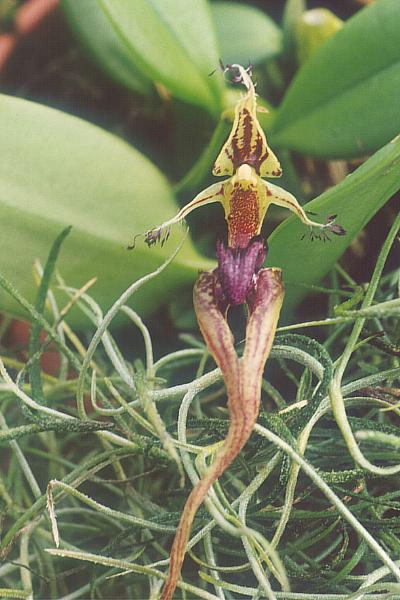
Bulbophyllum putidum
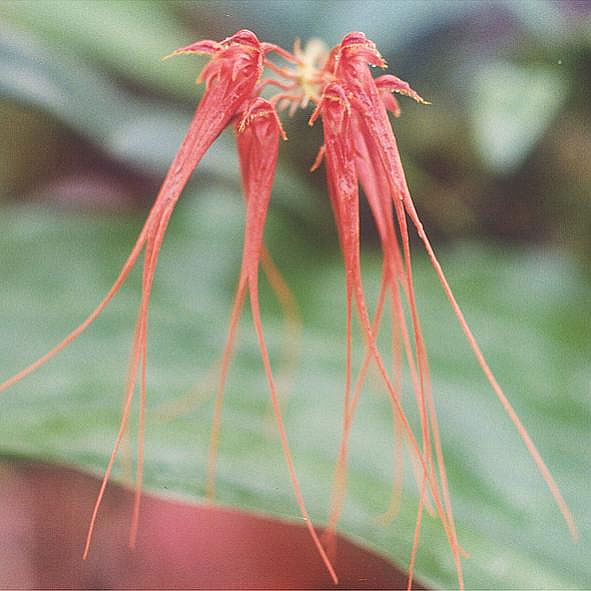
Bulbophyllum pectenveneris